# 喜入祥充
喜入 祥充（きいれ よしみつ、1995年5月13日 - ）は、日本の男子バレーボール選手である。

## 来歴
大阪府豊能郡能勢町出身。10歳のときに親や姉の影響を受けてバレーボールを始める。
大阪府立大塚高等学校、早稲田大学を経て、2017年、サントリーサンバーズの内定選手となり、2018年入団。
主に鶴田大樹の控えリベロとして試合に出場。
2022年、2021-22 V.LEAGUE DIVISION1 MENをもって鶴田が引退したため、第70回黒鷲旗全日本選抜大会にはレギュラーリベロとして臨み、チームの優勝に貢献した。

## 人物
- 身長174cmでアタッカーとしては低身長であるため、サントリーサンバーズにはリベロとして採用されたが、学生時代はアタッカーとして活躍し、115cmの跳躍によるアタックを見せていた[7]。サントリーでもアタッカーとして起用されたことがあり、アタックによる得点を記録している[2]。2020年8月に開催された、バレーボール漫画「ハイキュー!!」完結記念マッチにもアタッカーとして出場し11得点を決め、同漫画の主人公である日向翔陽を彷彿させ、「リアル日向」として海外からも注目された[7]。

## 所属チーム
- 大阪府立大塚高等学校（2011-2014年）
- 早稲田大学（2014-2018年）
- サントリーサンバーズ/サントリーサンバーズ大阪（2018年-）